# Rodrigo Barucco
Rodrigo Barucco (Venado Tuerto, Santa Fe, Argentina, 17 de abril de 1984) es un futbolista profesional argentino. Actualmente juega para Centenario FBC en la Liga Venadense de Fútbol. 

## Clubes
| Club                        | País      | Año         |
| --------------------------- | --------- | ----------- |
| Tiro Federal de Rosario     | Argentina | 2006 - 2007 |
| Defensores de Belgrano (VR) | Argentina | 2007 - 2010 |
| Sportivo Belgrano           | Argentina | 2010 - 2013 |
| Instituto de Córdoba        | Argentina | 2013 - 2014 |
| Atlanta                     | Argentina | 2015        |
| Alvarado de Mar del Plata   | Argentina | 2016 - 2017 |
| Douglas Haig de Pergamino   | Argentina | 2017 - 2019 |
| Studebaker de Villa Cañás   | Argentina | 2019 -      |